# صندوق جنسن

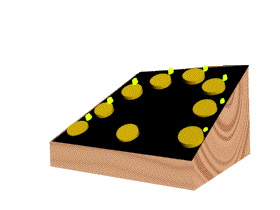
عرض افتراضي لصندوق جنسن، زر الصفحة الرئيسية مصور في المركز السفلي من المصفوفة. يُطلب من المشاركين تحريك إصبعهم من زر الصفحة الرئيسية إلى واحد من ثمانية أزرار استجابة إضافية عندما تضيء مصابيح LED محددة. ينتج عن هذا عدة مقاييس لوقت استجابة المشاركين (RT).

صندوق جنسن هو جهاز تجريبي لقياس وقت رد الفعل (RT) والاختلافات الفردية في الذكاء. طوّر الجهاز عالم النفس بجامعة كاليفورنيا في بيركلي آرثر جنسن.

## التصميم والقياس
يبلغ حجم الصندوق القياسي حوالي 12×20 بوصة مع وجه مائل، وضع عليه ثمانية أزرار مصفوفة في نصف دائرة مع المفتاح الرئيسي في الوسط السفلي، ويوجد فوق كل زر استجابة ثنائي باعث للضوء صغير، بعد نغمة تحذير سمعية وتأخير، يضيء أحد الأضواء ويحرر المشارك إصبعه بعد إضاءة الزر لينتقل لمرحلة بدء الضغط على الزر في الموقع المضيء في أسرع وقت ممكن.
ويتم قياس وقت رد الفعل بطريقتين مختلفتين: الوقت المنقضي بين إشارة الضوء وتحرك اليد، أما الثاني فهو الوقت بين ضغط الزر على اللوحة والضغط على زر الهدف. تم تصوّر هذه التدابير المنفصلة في البداية على أنها تقييم «وقت القرار» و «وقت الحركة»، على التوالي. ومع ذلك، يمكن للمشاركين تحويل وقت اتخاذ القرار إلى مرحلة الحركة عن طريق تحرير زر على وجه الصندوق بينما لا يزال اتخاذ القرار غير مكتمل. يمكن لإخفاء ضوء التحفيز القضاء على هذه القطعة الأثرية. يمكن استخراج العديد من المعلمات الإضافية. يتم استخدام منحدر وقت رد الفعل البسيط عند تقديم خيارات الضوء 1 و 2 و 4 و 8 لفهرسة معدل معالجة المعلومات. يمكن استخراج التباين أو الانحراف المعياري في وقت رد الفعل البسيط داخل الفرد لقياس الفروق الفردية في تقلب الاستجابة.

## الموجودات
باتباع قانون هيك،  تبطئ RTs كدالة لعدد الاختيارات المقدمة. تكون عمليات الضغط على الأزرار أسرع عندما يظهر زر واحد فقط وتكون أبطأ عند توفر جميع أزرار الاستجابة الثمانية الممكنة. يرتبط وقت رد الفعل البسيط بالقدرة المعرفية العامة، وهناك بعض الأدلة على أن منحدر الاستجابة في مربع جنسن يعمل كذلك. أظهر إيان ديري وزملاؤه، في دراسة جماعية سكانية أجريت على 900 فرد، الارتباطات بين معدل الذكاء وخيارات العلاج البسيطة بين – 0.3 و – 0.5. تم استخدام صندوق جنسن أيضًا في اختبار وقت رد الفعل الغريب.

## أنظر أيضا
- الذكاء
- قياس التسلسل الزمني العقلي